# Niti
Niti is een bestuurslaag in het regentschap Timor Tengah Selatan van de provincie Oost-Nusa Tenggara, Indonesië. Niti telt 851 inwoners (volkstelling 2010).